# SAP Svenska
SAP Svenska Aktiebolag är ett svenskt mjukvaruföretag som levererar fullskaliga affärssystem till företag, koncerner och myndigheter. Företaget är ett dotterbolag till tyska SAP SE. SAP Svenska registrerades 1988 och omsatte 2015 cirka 1,93 miljarder kronor på 164 anställda. Det svenska huvudkontoret ligger på Sveavägen 44 i Stockholm och är en del av regionen SAP Nordic and Baltikum.

## Partners till SAP
SAP har ett brett partnernätverk i Sverige. Partners delas in i fyra huvudkategorier - Service, Återförsäljning, Hosting och Teknik. Förutom dessa kategorier finns även partnerskap för utbildning, AMS, innehåll, support m.m. Några exempel är Acando, Implema, Accenture, Capgemini, CombinedX, IBM, Logica, Hewlett-Packard, Evry och Fujitsu.